# Seseli lehmannii
Seseli lehmannii är en flockblommig växtart som beskrevs av Árpád von Degen. Seseli lehmannii ingår i släktet säfferötter, och familjen flockblommiga växter. Inga underarter finns listade i Catalogue of Life.